# Chihangu
Chihangu ist ein Verwaltungsbezirk (englisch Ward) des Distrikts Newala in der tansanischen Region Mtwara.

## Geografie
Chihangu liegt im Südosten von Tansania etwa 110 Kilometer Luftlinie westlich der Regionshauptstadt Mtwara. Der Bezirk grenzt im Nordwesten und im Norden an Mikumbi, im Nordosten an Nambali, im Südosten an Maputi und im Südwesten an Mnyambe. Bei der Volkszählung 2022 lebten 7149 Menschen in 2094 Haushalten auf einer Fläche von 70 Quadratkilometern.

## Gliederung
Der Bezirk besteht aus vier Gemeinden (Mtaa) mit zwölf Orten (Kitongoji):
| Mtongwele Juu - Uzunguni - Bora Salama - Mbonde | Chihangu A - Mmanje - Mapale - Nammembe | Chihangu B - Kituoni - Mikumbi | Idamnole - Kanisani - Meta - Kilimahewa - Ndonda |

## Infrastruktur
- Bildung: Die Chihangu Secondary School ist eine staatliche Tagesschule mit einer Ausbildung bis zur 4. Stufe.[8]
- Gesundheit: In Chihangu liegt ein staatliches Gesundheitszentrum,[9] in den Gemeinden Mtongwele und Idamnole[10] je eine öffentliche Apotheke.[11] Seit 2023 besteht eine Kooperation zwischen dem Distrikt Newala und dem Landratsamt Landsberg am Lech. In diesem Rahmen wird auch das Gesundheitszentrum Chihangu renoviert und mit neuen Betten und modernen medizinischen Geräten ausgestattet.[12]